# Olga Ivanova
Olga Ivanovna Skorokhodova (1914/1987) foi uma escritora ucraniana surdocega.

## Vida
Nasceu no Sul da Ucrânia. Aos cinco anos contraiu meningite e, em consequência da doença, ficou surda, cega e paralítica. Conseguiu voltar a andar, com a ajuda de uma muleta que, às vezes, usava como bengala.
Aos onze anos de idade começou a ser educada pelo professor Ivan Sokolyanski, conseguindo doutorar-se em Psicologia e Ciências Pedagógicas. Trabalhou no Instituto de Defectologia da Academia de Ciências Pedagógicas da URSS e no Colégio Zagorsk.
Olga gostava de corresponder-se com pessoas cultas, tendo conservado algumas cartas que lhe escreveram várias pessoas distintas. Dentre estas, destaca-se uma, datada de 3/1/1933, e assinada pelo conhecido escritor Gorki: "Querida Olga, sua vida é simplesmente um milagre; um desses maravilhosos vetores de luz tanto do nosso trabalho como de todo espírito elevado."
No decorrer dos seus 73 anos de vida, Olga publicou várias obras, muitas delas traduzidas para várias línguas. No seu livro "Como percebo e imagino o mundo que me cerca", descreve as suas impressões da natureza e da vida quotidiana: "Sinto que uma vida intensa se desenvolve ao meu redor e anseio participar dela como todos os seres humanos."